# Ḱafa
Ḱafa (makedonska: Ќафа) är en ort i Nordmakedonien. Den ligger i kommunen Gostivar, i den västra delen av landet, 50 kilometer sydväst om huvudstaden Skopje. Ḱafa ligger 1 321 meter över havet och antalet invånare är 157.